# Библиотека Императорского Московского университета
Библиотека Императорского Московского университета была основана в 1755 году. Первое упоминание о библиотеке содержится в газете "Санктпетербургские ведомости" (№ 34 от 28.4.1755). Торжественное открытие библиотеки состоялось 3 июля 1756 г..
Библиотека и все научные кабинеты и лаборатории университета помещались в доме у Воскресенских ворот (1756—1791). Первоначально библиотека не располагала своим собственным помещением, иногда в её стенах читались лекции, она служила ещё и музеем редкостей, «всяких драгоценных приношений и приобретений», передаваемых в дар Московскому университету, в ней хранились также инструменты и приборы физического кабинета. В 1770 году у библиотеки появилось собственное помещение в «две палаты».
С момента основания до открытия библиотеки при Румянцевском музее (1861) библиотека Московского университета была единственной публичной библиотекой в Москве, открытой для всех, «любящих чтение».

## Руководители библиотеки

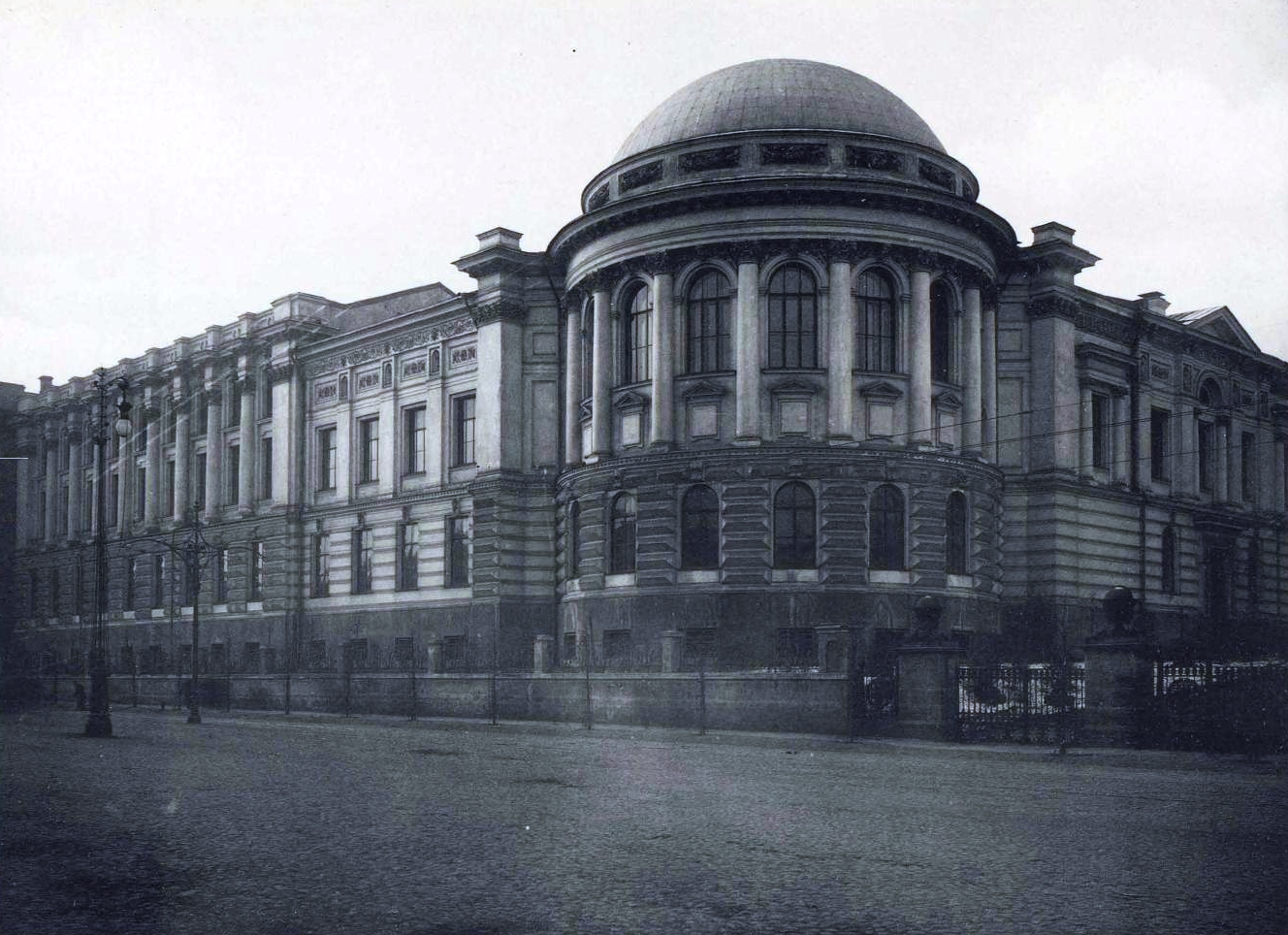
Здание библиотеки Императорского Московского университета, 1911 год

Первоначально штат библиотеки состоял из библиотекаря, т. е. директора (назначавшегося, как правило, из числа ординарных профессоров университета), суббиблиотекаря (из числа магистров) и кустоса (из числа студентов).
1755—1757: М. М. Херасков. Первым «обербиблиотекариусом» считается поэт М. М. Херасков, которому по указанию куратора университета И. И. Шувалова было поручено «смотрение» за библиотекой и руководство типографией университета.
1757—1761: Д. В. Савич. Назначенный на должность суббиблиотекаря, он составил первый список (опись) книг библиотеки.
1761: А. А. Тейльс. Надзиратель за типографией и библиотекой.
1761—1778: И. Г. Рейхель. Рейхель продолжил работу по оформлению систематического каталога (сохранилось свидетельство, что по поручению историографа Г. Ф. Миллера Рейхель разбирал библиотеку и рукописи В. Н. Татищева).
1778—1815: Х. А. Чеботарёв. При Х. А. Чеботарёве (будущем ректоре Московского университета) библиотека переехала (1791) в здание главного корпуса университета на Моховой улице, где оставалась вплоть до пожара Москвы 1812 года. Пожар 1812 года уничтожил почти всю библиотеку (свыше 20 тыс. томов), которая была спрятана в полуподвальном помещении главного корпуса университета, полностью была утрачена и учебная библиотека.

4 сентября 1812 в Москве бушевали пожары. Начали загораться постройки и на территории университета, а в ночь на 5 сентября жертвой пламени стал и главный корпус, в котором находилась библиотека. Шайки грабителей и мародеров, рыскавшие по городу, скоро обнаружили и сломали свежую кирпичную кладку замурованной двери университетской кладовой. Часть спрятанного имущества они расхитили, а остальную раскидали. Разбросанные по двору ценные книги и архивные бумаги были растоптаны, испорчены осенними дождями, а потом засыпаны снегом. В дни хозяйничанья неприятельских войск в Москве погибли ценные книжные собрания университетских учёных А. М. Брянцева, М. Г. Гаврилова, Г. И. Фишера, Г. Ф. Гофмана, П. И. Страхова, Ф. Г. Баузе, Р. Ф. Тимковского и других.

Уцелела лишь небольшая часть книг — 51 экземпляр редчайших книг и 12 древнейших рукописей, отправленных в конце августа 1812 в составе университетского обоза в Нижний Новгород. После окончания Отечественной войны Совет университета принял решение обратиться к общественности с приглашением «к посильным пожертвованиям книгами, или другим образом, для скорейшего восстановления» университетской библиотеки, о чём в газете «Московские ведомости» было напечатано обращение «Ко всем любителям отечественного просвещения» (12.7.1813). В июне 1814 года библиотека разместилась во временно отведённой ей комнате отремонтированного Анатомического корпуса, находившегося во дворе Главного корпуса университета на Моховой улице.
1815—1822: И. А. Гейм. Ректор Московского университета И. А. Гейм, возглавлял восстановление университета и университетской библиотеки после пожара. Его личное собрание книг (около 2-х тысяч томов) стало первым даром университету и основой для восстановления фонда библиотеки. В отчете-сообщении ректора и библиотекаря Гейма в конце сентября 1816 г. говорится о фондах библиотеки: «…она состоит теперь из 7100 переплетов и из 244 маленьких брошюр разных диссертаций. Из числа сих книг большую и лучшую часть составляют медицинские, потом исторические и юридические. Никаких новых и отборных сочинений не находится, кроме некоторых подаренных путешествий российских мореплавателей, энциклопедии Критца и немногих других… между подаренными книгами находится очень много дефектов и дублетов… российская литература самая скудная». В 1821 созданы две студенческие библиотеки: одна для студентов медицинского факультета, другая — для остальных факультетов университета.
1822—1832: Ф. Ф. Рейсс. В период работы директором библиотеки Ф. Ф. Рейсса были созданы алфавитный и систематический каталоги, переоборудованы библиотечные помещения — книгохранилища, кабинеты и комнаты для чтения. Две студенческие библиотеки были объединены в одну (1829), получившую название «Библиотека казённых студентов».
1832—1836: С. М. Ивашковский. Ивашковский наладил систему отчётности, учёта и движения книг, периодических изданий, рукописей, карт. К 1835 году библиотека состояла из 36 894 сочинений в 49 889 томах, 690 периодических сочинений (по большей части неполных), 23 рукописей (11 восточных) и 105 карт.
1836—1841: Е. Ф. Корш. При Корше значительно расширилось комплектование периодических изданий, из которых большую часть составляли публикации на иностранных языках. Периодические издания стали поступать в библиотеку по мере выхода, а не в конце года и начале следующего, как ранее.
1841—1850: А. В. Рихтер. В годы управления библиотекой Рихтером был увеличен штат библиотеки, расширен читальный зал (стал открываться на 5 дней в неделю вместо 3-х), была начата инвентаризация фонда, активизировалось приобретение частных собраний и коллекций, книжных редкостей. Книжное собрание Московской Медико-хирургической академии было присоединено к фонду университетской библиотеки .
1850—1857: С. П. Полуденский. При Полуденском библиотека занимала 10 залов — почти весь второй этаж крыла главного корпуса, выходившего на Большую Никитскую улицу, где располагались читальный зал, каталоги, стол с периодическими изданиями, а также были выставлены некоторые редкости, старопечатные книги и рукописи.
1857—1867: Д. И. Штейнберг. До назначения директором библиотеки он долгое время служил в должности суббиблиотекаря (1842—1857). В годы его директорства активизировалась работа по созданию библиотек при кафедрах, из которых впоследствии выросли факультетские библиотеки. В 1861 по предложению попечителя университета Н. В. Исакова широко обсуждался вопрос о слиянии университетской библиотеки с публичной библиотекой Румянцевского музея в целях создания большой публичной библиотеки. Против этого единодушно выступили учёные университета, настаивающие на том, что университет должен сохранить научный уровень комплектования библиотечного фонда для максимально полного удовлетворения запросов студентов и профессоров университета. По Уставу 1863 года библиотека Московского университета стала называться Фундаментальной, была увеличена годовая сумма для приобретения литературы. Устав предусматривал получение университетской библиотекой иностранной научной литературы без рассмотрения её цензурой (на практике не выполнялось). Библиотека казённых студентов была преобразована в студенческую библиотеку (1863), на комплектование которой выделялись специальные средства.
1867—1878: П. А. Бессонов. Бессоновым была начата большая работа над созданием справочно-библиографического отдела библиотеки, введены обязательные библиографические занятия со студентами. В 1871 году по решению Совета университета была создана библиотечная комиссия, в которую входили по 2 представителя от каждого факультета. Комиссия контролировала работу библиотеки и служила связующим звеном между руководством университета и библиотеки. Комиссией были разработаны правила по пользованию библиотечным фондом, был утверждён список учреждений, которым Московский университет должен рассылать представленные к защите диссертации и установила, что в библиотеке должны доставляться по два экземпляра защищённых в университете диссертаций.
1879—1890: В. А. Чаев. Чаев поставил ведение библиотечного дела на научную основу и расширил книгохранилища библиотеки. В 1886 году была ликвидирована студенческая библиотека, а её фонды распределены по факультетским библиотекам.
1890—1896: А. А. Толстопятов. Толстопятов продолжил реорганизацию университетской библиотеки, разработав и введя в практику метод быстрого обслуживания читателей, для чего часто требуемые издания были размещены в комнате рядом с читальным залом, а издания, редко запрашиваемые — в более отдалённых комнатах библиотеки. Библиотечные фонды были объединены в единую рейссовскую каталожную систему. Сформирован фонд обмена университетскими изданиями. По поручению ректора университета Толстопятов с архитектором К. М. Быковским начали (1891) разработку проекта нового здания библиотеки, учитывавшего опыт европейских университетских библиотек. Была начата работа по подготовке библиотечного фонда к переезду в новое здание. Утверждены, отпечатаны и розданы профессорам и студентам университета новые «Правила библиотеки Императорского Московского университета». Расширены права студентов в получении книг на дом — без обязательного ранее поручительства.
1896—1908: Д. Д. Языков. Период управления библиотекой Д. Д. Языкова совпал с сооружением нового здания, его оборудования и переездом фондов. В 1897 году была создана комиссия по переводу библиотеки в новое здание. В комиссию под председательством профессора Н. И. Стороженко вошли представители всех факультетов, директор и сотрудники библиотеки. За короткое время в новое здание было перемещено 300 тыс. томов, написано 8 тыс. каталожных карточек.
1908—1917: А. И. Калишевский. Теоретиком библиотечного дела А. И. Калишевским была реализована комплексная программа реорганизации библиотеки, включающая устранение строительных недостатков нового здания, каталогизацию книжных коллекций, создание самостоятельного справочно-библиографического отдела, редактирование алфавитного каталога, совершенствование правил пользования библиотекой. В 1909 году был открыт справочно-библиографический отдел, в 1913 — профессорский зал, куда поступали новые журналы для просмотра в течение двух недель, в 1914 — библиотека студенческого читального зала.

## Здание библиотеки на Моховой
Отдельное здание Фундаментальной библиотеки на Моховой улице было открыто для читателей 1.9.1901. Здание Научной библиотеки МГУ строилось 1897—1901 гг. по проекту архитектора К. М. Быковского на месте лавочного корпуса, в котором размещались подсобные учреждения и жилые квартиры. Построено с отступом от красной линии Моховой улицы с целью защиты от уличного шума. Закруглённый угол здания соотносится с формами церковного флигеля. Изначально здание отвечало требованиям работы и хранению книг. Круглый читальный зал спроектирован под влиянием читального зала Британского музея.
Проектирование здания было начато в феврале 1891 с поручения ректора университета Толстопятову и архитектору Быковскому разработать проект особого здания для библиотеки.
В 1893 г. Правление университета предписало деканам факультетов провести работу по «выработке предположений по стройке библиотечного здания» и назначить особую комиссию. Основные требования, предъявляемые библиотекарем, представителями факультетов и Правлением к строителю библиотеки, apxитектopy К. М. Быковскому, были следующие:
- Полная безопасность книжных фондов от огня с внешней стороны и с внутренней.
- Применение самой лучшей из существующих систем отопления и вентиляции.
- Наивыгоднейшая утилизация внутреннего пространства, занимаемого зданием, при достаточном доступе дневного света во все его помещения.
- Возможная близость книгохранилища к читальным залам и к бюро выдачи книг на дом. Легкая доставка книг.
- Обеспеченность хранения книжных фондов.

На первом заседании комиссия предложила запроектировать книгохранилище на 500 000 томов. Для профессоров и доцентов было предложено устроить два зала: один на 20 мест для научных занятий, другой для периодических изданий и книжных новинок, присылаемых комиссионерами на просмотр для заказов. Для занятий студентов и сторонних посетителей, учитывая довольно свободную выдачу книг на дом, комиссия признала достаточным зал на 60 мест с двумя большими столами для работы с фолиантами. По стенам этого зала предлагалось разместить шкафы с книгами по всем отраслям знаний, на которые предъявляется постоянный спрос. Комиссия указала, что между читальными залами должно быть помещение для каталогов и справочных книг, а отдел выдачи книг следует поместить недалеко от входа в библиотеку. Помещение для сотрудников, обрабатывающих книги, должно быть во втором этаже. В нижнем
этаже — гардероб, упаковочная и квартира Хранителя. Профессор П. Г. Виноградов предложил в новом здании библиотеки сосредоточить и студенческие библиотеки факультетов с отдельным входом, чтобы они находились в подчинении факультетов. Профессор Д. Н. Анучин предложил ввести в здание Фундаментальной библиотеки книжную коллекцию Географического музея. Было определено место постройки библиотечного здания: между Новым корпусом университета и угловым домом на Воздвиженке (ныне проспект Калинина). Там тогда стоял лавочный корпус, в котором находились архив университета и квартиры служащих.
На втором заседании комиссии по (25 мая 1893) архитектор К. М. Быковский представил членам комиссии первый эскиз проекта здания. Его фасад был обращен во двор нового здания, так что библиотека могла располагаться за лавочным корпусом. На заседании было решено снести лавочный корпус и на его месте расположить здание библиотеки с фасадами на Моховую улицу и во двор, к памятнику Ломоносова. Д. Н. Анучин предложит отступить от тротуара улицы на несколько метров, чтобы на откосе посадить деревья и установить решетку. Подъезд и вход в библиотеку решено было устроить со двора. На заседании комиссии Толстопятов снова поставил вопрос о размерах каталожного зала в зависимости от формы и способа расположения обоих каталогов.
1 марта 1894 г. комиссия одобрила окончательный проект здания. Для строительства здания Фундаментальной библиотеки в июле 1896 г. недостающая сумма (65 тыс. руб.) была отпущена из казначейства, и 8 июля 1897 г. состоялась закладка здания библиотеки. Кроме высокопоставленных лиц были приглашены профессора И. М. Сеченов, В. О. Ключевский, С. С. Корсаков, И. В. Цветаев, В. В. Марковников, А. А. Остроумов и другие. В толщу стены фундамента была замурована бронзовая доска с текстом о том, что здание библиотеки строится на средства, пожертвованные М. И. Муравьевым-Апостолом, Ф. И. Ушаковой и М. И. Павловой, по проекту архитектора К. М. Быковского и под наблюдением архитектора 3. И. Иванова. В марте 1898 г. комиссии было представлено несколько образцов металлических конструкций для полок книгохранилища, из которых был выбран самый удобный. Из-за недостатка средств два верхних яруса решили оставить необорудованными. Остались незавершенными подъемники, железная лестница между 1-м и 2-м этажами, а также предполагаемые живописные работы на потолках и стенах.
Позднее, в 1903, при работе над проектом нового здания библиотеки Академии наук в Петербурге архитекторы использовали строительные чертежи и сметы Фундаментальной библиотеки Московского университета. Тогда же строительная комиссия сообщила Академии наук, что общая стоимость здания библиотеки университета выразилась в сумме 452 тыс. руб., а оборудование обошлось в 29 тыс. руб.
Несмотря на то что Толстопятов добросовестно и досконально изучил постановку библиотечного дела, оборудование и планировку лучших книгохранилищ за время своей зарубежной командировки, комиссия профессоров внесла свои предложения по проекту нового здания библиотеки. Если в проекте студенческого читального зала с подсобной и справочной библиотеками и открытым доступом к книгам была использована планировка читального зала библиотеки Британского музея, то читальные залы для профессоров Быковский спроектировал по их предложениям. Подсобные и служебные помещения для сотрудников библиотеки приспособили к работе уже после постройки здания. Члены строительной библиотечной комиссии были знатоками библиотечного дела. Они имели большие личные книжные собрания, следили за библиографией, как например Д. Н. Анучин, или накопили большой опыт библиотечного дела, как Н. А. Зверев. Еще студентом Зверев описал большую семейную библиотеку профессора Ф. М. Дмитриева, а потом ведал студенческой библиотекой юридического факультета.

## Библиотечные фонды
Ещё при основании Московского университета М. В. Ломоносов в письме И. И. Шувалову (1754) рекомендовал «…Употребить на собирание университетской библиотеки» те штатные суммы, которые останутся неиспользованными в первые годы организации университета.
Количество книг в библиотеке Московского университета (1802—1808):
| Год              | 1802 | 1804  | 1805  | 1806  | 1807  | 1808  |
| ---------------- | ---- | ----- | ----- | ----- | ----- | ----- |
| Количество томов | 9944 | 11871 | 12600 | 13470 | 17971 | 20059 |

Количество книг в библиотеке Московского университета (1848—1859):
| Год              | 1848  | 1853   | 1859   |
| ---------------- | ----- | ------ | ------ |
| Количество томов | 82651 | 106096 | 120617 |

Количество книг в библиотеке Московского университета (1865—1900):
| Год              | 1865   | 1875   | 1885   | 1900   |
| ---------------- | ------ | ------ | ------ | ------ |
| Количество томов | 144496 | 162489 | 199634 | 265937 |

Количество книг в библиотеке Московского университета (1901—1916):
| Год              | 1901   | 1910   | 1916   |
| ---------------- | ------ | ------ | ------ |
| Количество томов | 271926 | 357298 | 420469 |

Количество книг выдаваемых библиотекой Московского университета (1835—1868):
| Год               | 1835 | 1841 | 1849 | 1857  | 1858  | 1863  | 1868  |
| ----------------- | ---- | ---- | ---- | ----- | ----- | ----- | ----- |
| на дом            |      |      | 4076 | 10975 | 11289 | 17746 | 33443 |
| в читальных залах |      |      | 3872 | 5216  | 6342  | 14142 | 27862 |
| Всего выдано      | 1251 | 5382 | 7948 | 16191 | 17631 | 31888 | 61305 |

## Библиотекари и суббиблиотекари библиотеки Московского университета

### Библиотекари
- А. А. Тейльс (1757—1761)
- И. Г. Рейхель (1761—1778)
- Х. А. Чеботарёв (1778—1809)
- И. А. Гейм (1809—1821)
- Ф. Ф. Рейсс (1822—1832)
- С. М. Ивашковский (1832—1836)
- Е. Ф. Корш (1836—1841)
- А. В. Рихтер (1842—1849)
- С. П. Полуденский (1850—1857)
- Д. И. Штейнберг (1857—1866)
- П. А. Бессонов (1867—1876)
- В. А. Чаев (1879—1890)
- А. А. Толстопятов (1891—1896)
- Д. Д. Языков (1896—1908)
- А. И. Калишевский (1908—1917)

### Суббиблиотекари
- Д. В. Савич (1756—1761)
- М. М. Херсаков (1757—1761)
- И. Г. Рейхель (1757—1761)
- Х. А. Чеботарёв (1775—1778)
- А. В. Рихтер (1778)
- И. А. Гейм (1781—1809)
- Н. Е. Черепанов (1808—1823)
- Н. В. Коцауров (1824—1828)
- К. Ф. Пробст (1826—1842)
- И. Д. Петрозилиус (1827—1836)
- А. А. Кояндер (1836—1837)
- А. В. Рихтер (1837—1841)
- Д. И. Штейнберг (1842—1857)
- П. М. Леонтьев (1842—1843)
- П. И. Малицкий (1844—1851)
- А. Н. Квашнин-Самарин (1848—1850)
- Ф. Н. Беляев (1847—1858)
- Р. И. Вихман (1851—1882)
- Э. Э. Лясковский (1852—1872)
- С. П. Курбатов (1854—1859)
- П. И. Святский (1857—1858)
- А. И. Броницкий (1858—1861)
- М. О. Чернов (1860—1885)
- Г. Д. Бранденбург (1860—1862)
- А. Е. Викторов (1861—1868)
- А. X. Бунге (1862—1868)
- А. Е. Кудрявцев (1862—1870)
- К. С. Богоявленский (1869—1870)
- В. А. Чаев (1870—1879)
- В. Лешков (1870—1872)
- А. Ф. Головачев (1872—1889)
- К. О. Земиш (1873—1880)
- В. А. Чернов (1874—1902)
- И. Н. Лебедев (1882— 1886)
- М. Ф. Новлянский (1884—1886)
- Е. И. Соколов (1885-1915)
- М. А. Дубровский (1886—1896)
- Н. П. Толубеев (1886—1892)
- Н. А. Кропачев (1889—1909)
- М. И. Александровский (1892—1896)
- Ф. С. Пыжевич (1896— 19?)
- А. А. Страхов (1896— 1918)
- В. А. Синезубов (1902—1921)
- В. В. Потёмкин (1907—1918)
- П. П. Муратов (1909— 1910)
- В. А. Спирин (1910— 1915)
- Н. И. Руднев (1910—1921)